# Урюмське сільське поселення (Чернишевський район)
Ур́юмське сільське поселення (рос. Урюмское сельское поселение) — сільське поселення у складі Чернишевського району Забайкальського краю Росії.
Адміністративний центр — селище Урюм.

## Історія
Станом на 2002 рік існував Ульяканський сільський округ (селища Ульякан, Урюм).

## Населення
Населення сільського поселення становить 790 осіб (2019; 850 у 2010, 889 у 2002).

## Склад
До складу сільського поселення входять:
| Населений пункт | Населення, осіб (2002) | Населення, осіб (2010) |
| --------------- | ---------------------- | ---------------------- |
| Ульякан, селище | 314                    | 293                    |
| Урюм, селище    | 575                    | 557                    |